# POLYPHEM

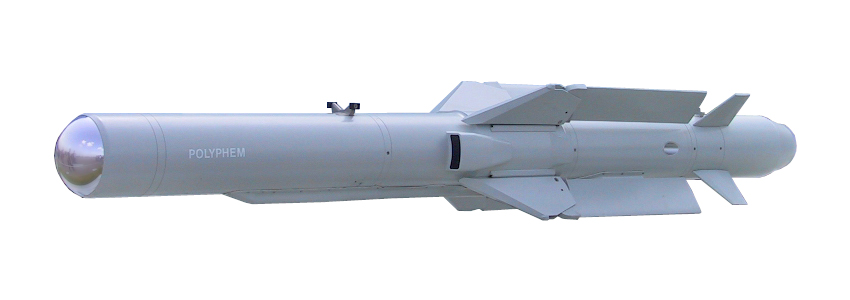
Polyphem auf der ILA 2002

Der Mehrzweck-Lenkflugkörper Polyphem (auch Trifom genannt) war ein Technologie-Demonstrationsprogramm in europäischer Zusammenarbeit. Der Lenkflugkörper ist das Produkt einer Zusammenarbeit von Deutschland, Frankreich und Italien, als Hersteller wurde MBDA (Matra BAe Dynamics) ausgewählt.
Der Polyphem wurde als leichter Mehrzweck-Lenkflugkörper ausgelegt und kann dementsprechend von Land, See und aus der Luft eingesetzt werden. Er kann gegen kleine Land- oder Seeziele zum Einsatz gebracht werden, außerdem kann er als Aufklärungsplattform genutzt werden. Er wurde von einem Konsortium von Aerospatiale Matra und LFK (Lenkflugkörpersysteme GmbH) entwickelt.
Der Flugkörper Polyphem ist etwa 3 m lang und 145 kg schwer und hat eine effektive Reichweite von ungefähr 60 km. Diese Reichweite und eine hohe Widerstandsfähigkeit gegen Eloka (elektronische Störmaßnahmen) werden durch den Einsatz einer Lichtleitfaser erreicht. Dieses kann in Echtzeit an die (Boden-)Kontrollstation Bilder und Lageinformationen senden und ermöglicht so eine Nutzung als Aufklärungsplattform.
Nach dem Ausstieg von Frankreich und Italien endete das Programm, da Deutschland alleine nicht in der Lage war, Polyphem zur Serienreife zu bringen.